# Chatanga

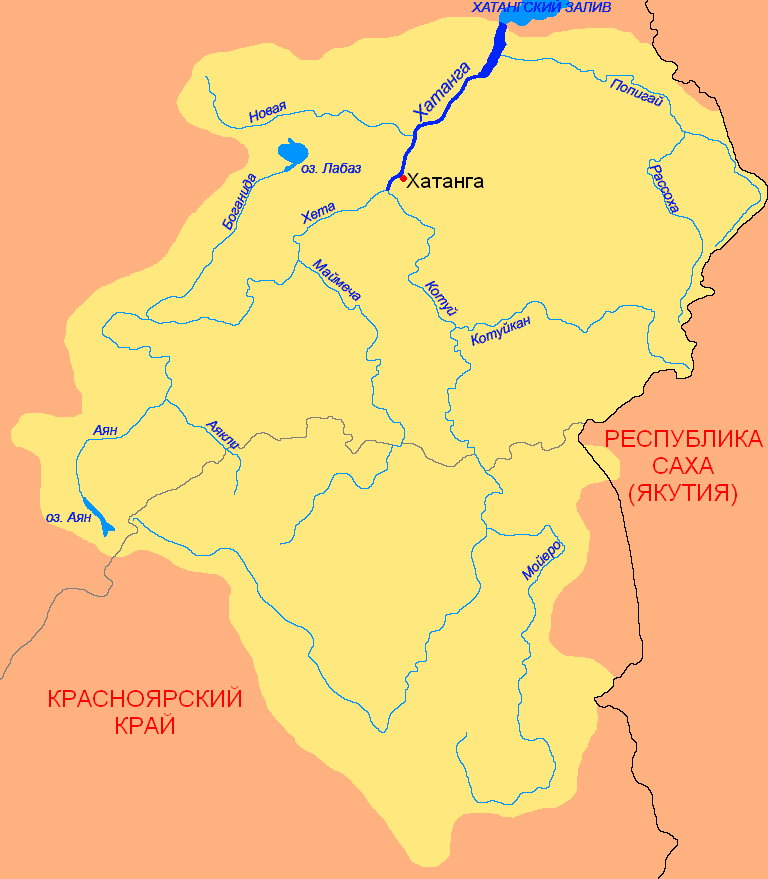
Bacino della Chatanga

La Chatanga (in russo Хатанга?) è un fiume della Russia siberiana orientale. Scorre nel Tajmyrskij rajon del territorio di Krasnojarsk, in Russia.

## Descrizione
La Chatanga costituisce il tratto terminale di un sistema fluviale che ha come principali assi i fiumi Kotuj e Cheta, che confluiscono alcuni chilometri a monte del piccolo insediamento omonimo. La Chatanga scorre successivamente nella zona meridionale del bassopiano Siberiano Settentrionale per 227 km con direzione nord-orientale, percorrendo una valle molto larga e piatta, formando numerosi bracci secondari e isole, sfociando infine nel golfo omonimo, insenatura del mare di Laptev dove forma un estuario. Contando anche la lunghezza del più lungo fra i due rami sorgentizi, il Kotuj, la lunghezza complessiva sale a 1.636 chilometri.
Il suo bacino idrografico comprende 112.000 laghi, per una superficie totale di 11.600 km². I principali affluenti sono la Nižnjaja, la Bludnaja, il Popigaj, la Novaja e la Malaja Balachnja. 
A causa del rigido clima artico del suo bacino, la Chatanga è gelata, mediamente, da fine settembre – inizi di ottobre fino ai primi di giugno. È navigabile e dispone di un porto fluviale (la piccola cittadina omonima).

## Fauna ittica
Nel bacino del fiume è praticata la pesca, dal momento che brulica di differenti tipi di pesce, tra i quali il Coregonus albula (conosciuto come rjapuška), omul', muksun, salmone bianco, taimen e cobiti.